# IBU-Cup 2022/23
Der IBU-Cup 2022/23 wurde zwischen dem 28. November 2022 und dem 4. März 2023 ausgetragen. Die Wettkämpfe waren international besetzt und nach dem Biathlon-Weltcup 2022/23 die zweithöchste Wettkampfserie im Biathlon.
Zu dieser Saison führte die Internationale Biathlon-Union ein neues Punktesystem für ihre Rennserien ein. 
Titelverteidiger der Gesamtwertung waren der Norweger Erlend Bjøntegaard und die Französin Lou Jeanmonnot.
Höhepunkt der Saison waren die Biathlon-Europameisterschaften 2023 in der Lenzerheide im schweizerischen Kanton Graubünden. Diese Wettkämpfe flossen auch in die Wertungen des IBU-Cups mit ein.
Erstmals seit 2015 fanden wieder IBU-Cup-Rennen in Nordamerika statt. Als Saisonfinale wurden zwei Wettkampfwochen im kanadischen Canmore ausgetragen.

## Austragungsorte
| \| Canmore \|                       |
| Lage des Austragungsortes in Kanada |
| Canmore                             |

| Canmore |

| Idre |

| Osrblie |

|  |

|  |

|  |

|  |

| Idre |

| Osrblie |

|  |

|  |

|  |

|  |

| Ridnaun |

| Lenzerheide |

| Obertilliach |

| Pokljuka |

## Wettkampfkalender
| Datum                           | Ort            | Wettkämpfe                                                      |
| ------------------------------- | -------------- | --------------------------------------------------------------- |
| 21.–27. November 2022           | Sjusjøen 1     | Sprint, Sprint, Mixed-Staffel, Single-Mixed-Staffel             |
| 26. November – 4. Dezember 2022 | Idre           | Sprint, Verfolgung, Einzel, Sprint 2                            |
| 12.–18. Dezember 2022           | Ridnaun        | Sprint, Verfolgung, Massenstart                                 |
| 2.–8. Januar 2023               | Brezno-Osrblie | Supersprint, Sprint, Mixed-Staffel, Single-Mixed-Staffel        |
| 9.–15. Januar 2023              | Pokljuka 3     | Kurzes Einzel, Sprint, Sprint 2                                 |
| 23.–29. Januar 2023 (EM 2023)   | Lenzerheide    | Einzel, Sprint, Verfolgung, Mixed-Staffel, Single-Mixed-Staffel |
| 30. Januar – 4. Februar 2023    | Obertilliach   | Sprint, Sprint                                                  |
| 20.–28. Februar 2023            | Canmore        | Sprint, Supersprint, Massenstart                                |
| 1.–4. März 2023                 | Canmore        | Sprint, Verfolgung, Mixed-Staffel, Single-Mixed-Staffel         |

## Frauen

### Resultate
| 1. IBU-Cup in Sjusjøen, 21.–27. November 2022 | 1. IBU-Cup in Sjusjøen, 21.–27. November 2022 | 1. IBU-Cup in Sjusjøen, 21.–27. November 2022  | 1. IBU-Cup in Sjusjøen, 21.–27. November 2022  | 1. IBU-Cup in Sjusjøen, 21.–27. November 2022  |
| --------------------------------------------- | --------------------------------------------- | ---------------------------------------------- | ---------------------------------------------- | ---------------------------------------------- |
| Datum                                         | Disziplin                                     | Erster Platz                                   | Zweiter Platz                                  | Dritter Platz                                  |
| 24. November 2022 (Do.)                       | Sprint (7,5 km)                               | Wettkämpfe aufgrund von Schneemangel abgesagt. | Wettkämpfe aufgrund von Schneemangel abgesagt. | Wettkämpfe aufgrund von Schneemangel abgesagt. |
| 26. November 2022 (Sa.)                       | Sprint (7,5 km)                               | Wettkämpfe aufgrund von Schneemangel abgesagt. | Wettkämpfe aufgrund von Schneemangel abgesagt. | Wettkämpfe aufgrund von Schneemangel abgesagt. |

| 2. IBU-Cup in Idre, 26. November – 4. Dezember 2022 | 2. IBU-Cup in Idre, 26. November – 4. Dezember 2022 | 2. IBU-Cup in Idre, 26. November – 4. Dezember 2022 | 2. IBU-Cup in Idre, 26. November – 4. Dezember 2022 | 2. IBU-Cup in Idre, 26. November – 4. Dezember 2022 |
| --------------------------------------------------- | --------------------------------------------------- | --------------------------------------------------- | --------------------------------------------------- | --------------------------------------------------- |
| Datum                                               | Disziplin                                           | Erster Platz                                        | Zweiter Platz                                       | Dritter Platz                                       |
| 29. November 2022 (Di.)                             | Sprint (7,5 km)                                     | Marthe Kråkstad Johansen                            | Janina Hettich-Walz                                 | Marion Wiesensarter                                 |
| 30. November 2022 (Mi.)                             | Verfolgung (10 km)                                  | Marthe Kråkstad Johansen                            | Gilonne Guigonnat                                   | Marion Wiesensarter                                 |
| 3. Dezember 2022 (Sa.)                              | Einzel (15 km)                                      | Janina Hettich-Walz                                 | Maren Kirkeeide                                     | Mona Brorsson                                       |
| 4. Dezember 2022 (So.)                              | Sprint (7,5 km)                                     | Selina Grotian                                      | Tilda Johansson                                     | Vanessa Hinz                                        |

| 3. IBU-Cup in Ridnaun, 12.–18. Dezember 2022 | 3. IBU-Cup in Ridnaun, 12.–18. Dezember 2022 | 3. IBU-Cup in Ridnaun, 12.–18. Dezember 2022 | 3. IBU-Cup in Ridnaun, 12.–18. Dezember 2022 | 3. IBU-Cup in Ridnaun, 12.–18. Dezember 2022 |
| -------------------------------------------- | -------------------------------------------- | -------------------------------------------- | -------------------------------------------- | -------------------------------------------- |
| Datum                                        | Disziplin                                    | Erster Platz                                 | Zweiter Platz                                | Dritter Platz                                |
| 15. Dezember 2022 (Do.)                      | Sprint (7,5 km)                              | Federica Sanfilippo                          | Vanessa Hinz                                 | Paula Botet                                  |
| 17. Dezember 2022 (Sa.)                      | Verfolgung (10 km)                           | Maren Kirkeeide                              | Federica Sanfilippo                          | Vanessa Hinz                                 |
| 18. Dezember 2022 (So.)                      | Massenstart 60 (12 km)                       | Gilonne Guigonnat                            | Anamarija Lampič                             | Tilda Johansson                              |

| 4. IBU-Cup in Brezno-Osrblie, 2.–8. Januar 2023 | 4. IBU-Cup in Brezno-Osrblie, 2.–8. Januar 2023 | 4. IBU-Cup in Brezno-Osrblie, 2.–8. Januar 2023 | 4. IBU-Cup in Brezno-Osrblie, 2.–8. Januar 2023 | 4. IBU-Cup in Brezno-Osrblie, 2.–8. Januar 2023 |
| ----------------------------------------------- | ----------------------------------------------- | ----------------------------------------------- | ----------------------------------------------- | ----------------------------------------------- |
| Datum                                           | Disziplin                                       | Erster Platz                                    | Zweiter Platz                                   | Dritter Platz                                   |
| 5. Januar 2023 (Do.)                            | Supersprint (7,5 km)                            | Maren Kirkeeide                                 | Frida Dokken                                    | Fany Bertrand                                   |
| 7. Januar 2023 (Sa.)                            | Sprint (7,5 km)                                 | Eleonora Fauner                                 | Hannah Auchentaller                             | Juni Arnekleiv                                  |

| 5. IBU-Cup auf der Pokljuka, 9.–15. Januar 2023 | 5. IBU-Cup auf der Pokljuka, 9.–15. Januar 2023 | 5. IBU-Cup auf der Pokljuka, 9.–15. Januar 2023 | 5. IBU-Cup auf der Pokljuka, 9.–15. Januar 2023 | 5. IBU-Cup auf der Pokljuka, 9.–15. Januar 2023 |
| ----------------------------------------------- | ----------------------------------------------- | ----------------------------------------------- | ----------------------------------------------- | ----------------------------------------------- |
| Datum                                           | Disziplin                                       | Erster Platz                                    | Zweiter Platz                                   | Dritter Platz                                   |
| 13. Januar 2023 (Do.)                           | Kurzes Einzel (12,5 km)                         | Hannah Auchentaller                             | Hanna Kebinger                                  | Paula Botet                                     |
| 14. Januar 2023 (Sa.)                           | Sprint (7,5 km)                                 | Hanna Kebinger                                  | Karoline Erdal                                  | Michela Carrara                                 |
| 15. Januar 2023 (So.)                           | Sprint (7,5 km)                                 | Paula Botet                                     | Hanna Kebinger                                  | Lisa Spark                                      |

| Europameisterschaften in der Lenzerheide, 23.–29. Januar 2023 | Europameisterschaften in der Lenzerheide, 23.–29. Januar 2023 | Europameisterschaften in der Lenzerheide, 23.–29. Januar 2023 | Europameisterschaften in der Lenzerheide, 23.–29. Januar 2023 | Europameisterschaften in der Lenzerheide, 23.–29. Januar 2023 |
| ------------------------------------------------------------- | ------------------------------------------------------------- | ------------------------------------------------------------- | ------------------------------------------------------------- | ------------------------------------------------------------- |
| Datum                                                         | Disziplin                                                     | Erster Platz                                                  | Zweiter Platz                                                 | Dritter Platz                                                 |
| 25. Januar 2023 (Mi.)                                         | Einzel (15 km)                                                | Lisa Spark                                                    | Julija Dschyma                                                | Selina Grotian                                                |
| 27. Januar 2023 (Fr.)                                         | Sprint (7,5 km)                                               | Anastassija Merkuschyna                                       | Tilda Johansson                                               | Vanessa Hinz                                                  |
| 28. Januar 2023 (Sa.)                                         | Verfolgung (10 km)                                            | Selina Grotian                                                | Tilda Johansson                                               | Gilonne Guigonnat                                             |

| 6. IBU-Cup in Obertilliach, 30. Januar – 4. Februar 2023 | 6. IBU-Cup in Obertilliach, 30. Januar – 4. Februar 2023 | 6. IBU-Cup in Obertilliach, 30. Januar – 4. Februar 2023 | 6. IBU-Cup in Obertilliach, 30. Januar – 4. Februar 2023 | 6. IBU-Cup in Obertilliach, 30. Januar – 4. Februar 2023 |
| -------------------------------------------------------- | -------------------------------------------------------- | -------------------------------------------------------- | -------------------------------------------------------- | -------------------------------------------------------- |
| Datum                                                    | Disziplin                                                | Erster Platz                                             | Zweiter Platz                                            | Dritter Platz                                            |
| 2. Februar 2023 (Do.)                                    | Sprint (7,5 km)                                          | Tilda Johansson                                          | Sophie Chauveau                                          | Lydia Hiernickel                                         |
| 4. Februar 2023 (Sa.)                                    | Sprint (7,5 km)                                          | Juni Arnekleiv                                           | Fuyuko Tachizaki                                         | Selina Grotian                                           |

| 7. IBU-Cup in Canmore, 20.–28. Februar 2023 | 7. IBU-Cup in Canmore, 20.–28. Februar 2023 | 7. IBU-Cup in Canmore, 20.–28. Februar 2023 | 7. IBU-Cup in Canmore, 20.–28. Februar 2023 | 7. IBU-Cup in Canmore, 20.–28. Februar 2023 |
| ------------------------------------------- | ------------------------------------------- | ------------------------------------------- | ------------------------------------------- | ------------------------------------------- |
| Datum                                       | Disziplin                                   | Erster Platz                                | Zweiter Platz                               | Dritter Platz                               |
| 25. Februar 2023 (Sa.)                      | Sprint (7,5 km)                             | Maren Kirkeeide                             | Paula Botet                                 | Khrystyna Dmytrenko                         |
| 26. Februar 2023 (So.)                      | Supersprint (7,5 km)                        | Emilie Ågheim Kalkenberg                    | Michela Carrara                             | Paula Botet                                 |
| 28. Februar 2023 (Di.)                      | Massenstart 60 (12 km)                      | Marthe Kråkstad Johansen                    | Mareike Braun                               | Gilonne Guigonnat                           |

| 8. IBU-Cup in Canmore, 1.–4. März 2023 | 8. IBU-Cup in Canmore, 1.–4. März 2023 | 8. IBU-Cup in Canmore, 1.–4. März 2023 | 8. IBU-Cup in Canmore, 1.–4. März 2023 | 8. IBU-Cup in Canmore, 1.–4. März 2023 |
| -------------------------------------- | -------------------------------------- | -------------------------------------- | -------------------------------------- | -------------------------------------- |
| Datum                                  | Disziplin                              | Erster Platz                           | Zweiter Platz                          | Dritter Platz                          |
| 1. März 2023 (Mi.)                     | Sprint (7,5 km)                        | Emilie Ågheim Kalkenberg               | Paula Botet                            | Marthe Kråkstad Johansen               |
| 3. März 2023 (Fr.)                     | Verfolgung (10 km)                     | Marthe Kråkstad Johansen               | Emilie Ågheim Kalkenberg               | Ella Halvarsson                        |

### Pokalwertungen Frauen
| Endstand nach 22 Rennen (Top 10) |                          |        |       |
| \| Rang \| Name \| Punkte \| Siege \| \| ---- \| ------------------------ \| ------ \| ----- \| \| 01 \| Tilda Johansson \| 844 \| 1 \| \| 02 \| Gilonne Guigonnat \| 842 \| 1 \| \| 03 \| Paula Botet \| 803 \| 1 \| \| 04 \| Maren Kirkeeide \| 771 \| 3 \| \| 05 \| Marthe Kråkstad Johansen \| 751 \| 4 \| \| 06 \| Selina Grotian \| 614 \| 2 \| \| 07 \| Vanessa Hinz \| 533 \| 0 \| \| 08 \| Michela Carrara \| 522 \| 0 \| \| 09 \| Lisa Spark \| 482 \| 1 \| \| 10 \| Emilie Ågheim Kalkenberg \| 481 \| 2 \| |                          |        |       |
| Rang | Name                     | Punkte | Siege |
| 01 | Tilda Johansson          | 844    | 1     |
| 02 | Gilonne Guigonnat        | 842    | 1     |
| 03 | Paula Botet              | 803    | 1     |
| 04 | Maren Kirkeeide          | 771    | 3     |
| 05 | Marthe Kråkstad Johansen | 751    | 4     |
| 06 | Selina Grotian           | 614    | 2     |
| 07 | Vanessa Hinz             | 533    | 0     |
| 08 | Michela Carrara          | 522    | 0     |
| 09 | Lisa Spark               | 482    | 1     |
| 10 | Emilie Ågheim Kalkenberg | 481    | 2     |

| Rang | Name                     | Punkte | Siege |
| ---- | ------------------------ | ------ | ----- |
| 01   | Paula Botet              | 504    | 1     |
| 02   | Tilda Johansson          | 429    | 1     |
| 03   | Gilonne Guigonnat        | 372    | 0     |
| 04   | Marthe Kråkstad Johansen | 355    | 1     |
| 05   | Maren Kirkeeide          | 335    | 1     |
| 06   | Selina Grotian           | 330    | 1     |
| 07   | Juni Arnekleiv           | 305    | 1     |
| 08   | Vanessa Hinz             | 267    | 0     |
| 09   | Karoline Erdal           | 249    | 0     |
| 10   | Camille Bened            | 247    | 0     |

| Rang | Name                     | Punkte | Siege |
| ---- | ------------------------ | ------ | ----- |
| 01   | Marthe Kråkstad Johansen | 209    | 2     |
| 02   | Gilonne Guigonnat        | 201    | 0     |
| 03   | Tilda Johansson          | 187    | 0     |
| 04   | Maren Kirkeeide          | 172    | 1     |
| 05   | Selina Grotian           | 150    | 1     |
| 06   | Vanessa Hinz             | 139    | 0     |
| 07   | Paula Botet              | 119    | 0     |
| 08   | Michela Carrara          | 118    | 0     |
| 09   | Marion Wiesensarter      | 109    | 0     |
| 10   | Emilie Ågheim Kalkenberg | 94     | 0     |

| Rang | Name                     | Punkte | Siege |
| ---- | ------------------------ | ------ | ----- |
| 01   | Lisa Spark               | 164    | 1     |
| 02   | Tilda Johansson          | 121    | 0     |
| 03   | Selina Grotian           | 107    | 0     |
| 04   | Hannah Auchentaller      | 92     | 1     |
| 05   | Paula Botet              | 91     | 0     |
| 06   | Janina Hettich-Walz      | 90     | 1     |
| 07   | Vanessa Hinz             | 82     | 0     |
| 08   | Marthe Kråkstad Johansen | 77     | 0     |
| 09   | Maren Kirkeeide          | 75     | 0     |
| 10   | Julija Dschyma           | 75     | 0     |
| 10   | Hanna Kebinger           | 75     | 0     |

| Rang | Name                     | Punkte | Siege |
| ---- | ------------------------ | ------ | ----- |
| 01   | Maren Kirkeeide          | 140    | 1     |
| 02   | Emilie Ågheim Kalkenberg | 90     | 1     |
| 03   | Michela Carrara          | 75     | 0     |
| 03   | Frida Dokken             | 75     | 0     |
| 05   | Fany Bertrand            | 60     | 0     |
| 05   | Paula Botet              | 60     | 0     |
| 07   | Juliane Frühwirt         | 59     | 0     |
| 08   | Felicia Lindqvist        | 55     | 0     |
| 09   | Beatrice Trabucchi       | 53     | 0     |
| 10   | Katharina Komatz         | 52     | 0     |

| Rang | Name                     | Punkte | Siege |
| ---- | ------------------------ | ------ | ----- |
| 01   | Gilonne Guigonnat        | 150    | 1     |
| 02   | Marthe Kråkstad Johansen | 90     | 1     |
| 03   | Mareike Braun            | 84     | 0     |
| 04   | Tilda Johansson          | 82     | 0     |
| 05   | Anamarija Lampič         | 75     | 0     |
| 06   | Michela Carrara          | 71     | 0     |
| 07   | Kristina Oberthaler      | 60     | 0     |
| 08   | Beatrice Trabucchi       | 59     | 0     |
| 09   | Juliane Frühwirt         | 56     | 0     |
| 10   | Lisa Spark               | 54     | 0     |

| Rang | Name               | Punkte | Siege |
| ---- | ------------------ | ------ | ----- |
| 01   | Norwegen           | 7761   | 10    |
| 02   | Frankreich         | 7472   | 1     |
| 03   | Schweden           | 7200   | 1     |
| 04   | Deutschland        | 7141   | 4     |
| 05   | Österreich         | 6653   | 1     |
| 06   | Italien            | 6610   | 4     |
| 07   | Schweiz            | 6122   | 0     |
| 08   | Ukraine            | 5938   | 1     |
| 09   | Tschechien         | 5092   | 0     |
| 10   | Vereinigte Staaten | 4544   | 0     |

## Männer

### Resultate
| 1. IBU-Cup in Sjusjøen, 21.–27. November 2022 | 1. IBU-Cup in Sjusjøen, 21.–27. November 2022 | 1. IBU-Cup in Sjusjøen, 21.–27. November 2022  | 1. IBU-Cup in Sjusjøen, 21.–27. November 2022  | 1. IBU-Cup in Sjusjøen, 21.–27. November 2022  |
| --------------------------------------------- | --------------------------------------------- | ---------------------------------------------- | ---------------------------------------------- | ---------------------------------------------- |
| Datum                                         | Disziplin                                     | Erster Platz                                   | Zweiter Platz                                  | Dritter Platz                                  |
| 24. November 2022 (Do.)                       | Sprint (10 km)                                | Wettkämpfe aufgrund von Schneemangel abgesagt. | Wettkämpfe aufgrund von Schneemangel abgesagt. | Wettkämpfe aufgrund von Schneemangel abgesagt. |
| 26. November 2022 (Sa.)                       | Sprint (10 km)                                | Wettkämpfe aufgrund von Schneemangel abgesagt. | Wettkämpfe aufgrund von Schneemangel abgesagt. | Wettkämpfe aufgrund von Schneemangel abgesagt. |

| 2. IBU-Cup in Idre, 26. November – 4. Dezember 2022 | 2. IBU-Cup in Idre, 26. November – 4. Dezember 2022 | 2. IBU-Cup in Idre, 26. November – 4. Dezember 2022 | 2. IBU-Cup in Idre, 26. November – 4. Dezember 2022 | 2. IBU-Cup in Idre, 26. November – 4. Dezember 2022 |
| --------------------------------------------------- | --------------------------------------------------- | --------------------------------------------------- | --------------------------------------------------- | --------------------------------------------------- |
| Datum                                               | Disziplin                                           | Erster Platz                                        | Zweiter Platz                                       | Dritter Platz                                       |
| 29. November 2022 (Di.)                             | Sprint (10 km)                                      | Endre Strømsheim                                    | Mats Øverby                                         | Philipp Horn                                        |
| 30. November 2022 (Mi.)                             | Verfolgung (12,5 km)                                | Martin Uldal                                        | Endre Strømsheim                                    | Mats Øverby                                         |
| 3. Dezember 2022 (Sa.)                              | Einzel (20 km)                                      | Endre Strømsheim                                    | Aleksander Fjeld Andersen                           | Lucas Fratzscher                                    |
| 4. Dezember 2022 (So.)                              | Sprint (10 km)                                      | Endre Strømsheim                                    | Philipp Horn                                        | Andrejs Rastorgujevs                                |

| 3. IBU-Cup in Ridnaun, 12.–18. Dezember 2022 | 3. IBU-Cup in Ridnaun, 12.–18. Dezember 2022 | 3. IBU-Cup in Ridnaun, 12.–18. Dezember 2022 | 3. IBU-Cup in Ridnaun, 12.–18. Dezember 2022 | 3. IBU-Cup in Ridnaun, 12.–18. Dezember 2022 |
| -------------------------------------------- | -------------------------------------------- | -------------------------------------------- | -------------------------------------------- | -------------------------------------------- |
| Datum                                        | Disziplin                                    | Erster Platz                                 | Zweiter Platz                                | Dritter Platz                                |
| 15. Dezember 2022 (Do.)                      | Sprint (10 km)                               | Endre Strømsheim                             | Oscar Lombardot                              | Martin Uldal                                 |
| 17. Dezember 2022 (Sa.)                      | Verfolgung (12,5 km)                         | Mats Øverby                                  | Oscar Lombardot                              | Aleksander Fjeld Andersen                    |
| 18. Dezember 2022 (So.)                      | Massenstart 60 (15 km)                       | Martin Uldal                                 | Erlend Bjøntegaard                           | Lucas Fratzscher                             |

| 4. IBU-Cup in Brezno-Osrblie, 2.–8. Januar 2023 | 4. IBU-Cup in Brezno-Osrblie, 2.–8. Januar 2023 | 4. IBU-Cup in Brezno-Osrblie, 2.–8. Januar 2023 | 4. IBU-Cup in Brezno-Osrblie, 2.–8. Januar 2023 | 4. IBU-Cup in Brezno-Osrblie, 2.–8. Januar 2023 |
| ----------------------------------------------- | ----------------------------------------------- | ----------------------------------------------- | ----------------------------------------------- | ----------------------------------------------- |
| Datum                                           | Disziplin                                       | Erster Platz                                    | Zweiter Platz                                   | Dritter Platz                                   |
| 5. Januar 2023 (Do.)                            | Supersprint (7,5 km)                            | Éric Perrot                                     | Mats Øverby                                     | Martin Uldal                                    |
| 7. Januar 2023 (Sa.)                            | Sprint (10 km)                                  | Éric Perrot                                     | Isak Frey                                       | Endre Strømsheim                                |

| 5. IBU-Cup auf der Pokljuka, 9.–15. Januar 2023 | 5. IBU-Cup auf der Pokljuka, 9.–15. Januar 2023 | 5. IBU-Cup auf der Pokljuka, 9.–15. Januar 2023 | 5. IBU-Cup auf der Pokljuka, 9.–15. Januar 2023 | 5. IBU-Cup auf der Pokljuka, 9.–15. Januar 2023 |
| ----------------------------------------------- | ----------------------------------------------- | ----------------------------------------------- | ----------------------------------------------- | ----------------------------------------------- |
| Datum                                           | Disziplin                                       | Erster Platz                                    | Zweiter Platz                                   | Dritter Platz                                   |
| 13. Januar 2023 (Do.)                           | Kurzes Einzel (15 km)                           | Sindre Fjellheim Jorde                          | Mats Øverby                                     | Vebjørn Sørum                                   |
| 14. Januar 2023 (Sa.)                           | Sprint (10 km)                                  | Sindre Fjellheim Jorde                          | Lucas Fratzscher                                | Vebjørn Sørum                                   |
| 15. Januar 2023 (So.)                           | Sprint (10 km)                                  | Vebjørn Sørum                                   | Aleksander Fjeld Andersen                       | Lucas Fratzscher                                |

| Europameisterschaften in der Lenzerheide, 23.–29. Januar 2023 | Europameisterschaften in der Lenzerheide, 23.–29. Januar 2023 | Europameisterschaften in der Lenzerheide, 23.–29. Januar 2023 | Europameisterschaften in der Lenzerheide, 23.–29. Januar 2023 | Europameisterschaften in der Lenzerheide, 23.–29. Januar 2023 |
| ------------------------------------------------------------- | ------------------------------------------------------------- | ------------------------------------------------------------- | ------------------------------------------------------------- | ------------------------------------------------------------- |
| Datum                                                         | Disziplin                                                     | Erster Platz                                                  | Zweiter Platz                                                 | Dritter Platz                                                 |
| 25. Januar 2023 (Mi.)                                         | Einzel (20 km)                                                | Endre Strømsheim                                              | Anton Dudtschenko                                             | Lovro Planko                                                  |
| 27. Januar 2023 (Fr.)                                         | Sprint (10 km)                                                | Erlend Bjøntegaard                                            | Vebjørn Sørum                                                 | Philipp Nawrath                                               |
| 28. Januar 2023 (Sa.)                                         | Verfolgung (12,5 km)                                          | Vebjørn Sørum                                                 | Erlend Bjøntegaard                                            | Endre Strømsheim                                              |

| 6. IBU-Cup in Obertilliach, 30. Januar – 4. Februar 2023 | 6. IBU-Cup in Obertilliach, 30. Januar – 4. Februar 2023 | 6. IBU-Cup in Obertilliach, 30. Januar – 4. Februar 2023 | 6. IBU-Cup in Obertilliach, 30. Januar – 4. Februar 2023 | 6. IBU-Cup in Obertilliach, 30. Januar – 4. Februar 2023 |
| -------------------------------------------------------- | -------------------------------------------------------- | -------------------------------------------------------- | -------------------------------------------------------- | -------------------------------------------------------- |
| Datum                                                    | Disziplin                                                | Erster Platz                                             | Zweiter Platz                                            | Dritter Platz                                            |
| 2. Februar 2023 (Do.)                                    | Sprint (10 km)                                           | Endre Strømsheim                                         | Vebjørn Sørum                                            | Dmytro Pidrutschnyj                                      |
| 4. Februar 2023 (Sa.)                                    | Sprint (10 km)                                           | Vebjørn Sørum                                            | Endre Strømsheim                                         | Anton Ivarsson                                           |

| 7. IBU-Cup in Canmore, 20.–28. Februar 2023 | 7. IBU-Cup in Canmore, 20.–28. Februar 2023 | 7. IBU-Cup in Canmore, 20.–28. Februar 2023 | 7. IBU-Cup in Canmore, 20.–28. Februar 2023 | 7. IBU-Cup in Canmore, 20.–28. Februar 2023 |
| ------------------------------------------- | ------------------------------------------- | ------------------------------------------- | ------------------------------------------- | ------------------------------------------- |
| Datum                                       | Disziplin                                   | Erster Platz                                | Zweiter Platz                               | Dritter Platz                               |
| 25. Februar 2023 (Sa.)                      | Sprint (10 km)                              | Philipp Horn                                | Vebjørn Sørum                               | Johan-Olav Botn                             |
| 26. Februar 2023 (So.)                      | Supersprint (7,5 km)                        | Émilien Claude                              | Lucas Fratzscher                            | Vebjørn Sørum                               |
| 28. Februar 2023 (Di.)                      | Massenstart 60 (15 km)                      | Aleksander Fjeld Andersen                   | Martin Uldal                                | Simon Kaiser                                |

| 8. IBU-Cup in Canmore, 1.–4. März 2023 | 8. IBU-Cup in Canmore, 1.–4. März 2023 | 8. IBU-Cup in Canmore, 1.–4. März 2023 | 8. IBU-Cup in Canmore, 1.–4. März 2023 | 8. IBU-Cup in Canmore, 1.–4. März 2023 |
| -------------------------------------- | -------------------------------------- | -------------------------------------- | -------------------------------------- | -------------------------------------- |
| Datum                                  | Disziplin                              | Erster Platz                           | Zweiter Platz                          | Dritter Platz                          |
| 1. März 2023 (Mi.)                     | Sprint (10 km)                         | Vebjørn Sørum                          | Johan-Olav Botn                        | Daniele Cappellari                     |
| 3. März 2023 (Fr.)                     | Verfolgung (12,5 km)                   | Johan-Olav Botn                        | Vebjørn Sørum                          | Lucas Fratzscher                       |

### Pokalwertungen Männer
| Endstand nach 22 Rennen (Top 10) |                           |        |       |
| \| Rang \| Name \| Punkte \| Siege \| \| ---- \| ------------------------- \| ------ \| ----- \| \| 01 \| Endre Strømsheim \| 1051 \| 6 \| \| 02 \| Lucas Fratzscher \| 923 \| 0 \| \| 03 \| Vebjørn Sørum \| 910 \| 4 \| \| 04 \| Aleksander Fjeld Andersen \| 847 \| 1 \| \| 05 \| Mats Øverby \| 812 \| 1 \| \| 06 \| Martin Uldal \| 694 \| 2 \| \| 07 \| Philipp Horn \| 674 \| 1 \| \| 08 \| Dominic Schmuck \| 577 \| 0 \| \| 09 \| Oscar Lombardot \| 400 \| 0 \| \| 10 \| Rémi Broutier \| 400 \| 0 \| |                           |        |       |
| Rang | Name                      | Punkte | Siege |
| 01 | Endre Strømsheim          | 1051   | 6     |
| 02 | Lucas Fratzscher          | 923    | 0     |
| 03 | Vebjørn Sørum             | 910    | 4     |
| 04 | Aleksander Fjeld Andersen | 847    | 1     |
| 05 | Mats Øverby               | 812    | 1     |
| 06 | Martin Uldal              | 694    | 2     |
| 07 | Philipp Horn              | 674    | 1     |
| 08 | Dominic Schmuck           | 577    | 0     |
| 09 | Oscar Lombardot           | 400    | 0     |
| 10 | Rémi Broutier             | 400    | 0     |

| Rang | Name                      | Punkte | Siege |
| ---- | ------------------------- | ------ | ----- |
| 01   | Endre Strømsheim          | 583    | 4     |
| 02   | Vebjørn Sørum             | 555    | 3     |
| 03   | Lucas Fratzscher          | 444    | 0     |
| 04   | Philipp Horn              | 423    | 1     |
| 05   | Aleksander Fjeld Andersen | 394    | 0     |
| 06   | Mats Øverby               | 347    | 0     |
| 07   | Dominic Schmuck           | 254    | 0     |
| 08   | Oscar Lombardot           | 243    | 0     |
| 09   | Rémi Broutier             | 210    | 0     |
| 10   | Simon Kaiser              | 190    | 0     |

| Rang | Name                      | Punkte | Siege |
| ---- | ------------------------- | ------ | ----- |
| 01   | Martin Uldal              | 212    | 1     |
| 02   | Mats Øverby               | 187    | 1     |
| 03   | Endre Strømsheim          | 171    | 0     |
| 04   | Lucas Fratzscher          | 171    | 0     |
| 05   | Vebjørn Sørum             | 165    | 1     |
| 06   | Aleksander Fjeld Andersen | 117    | 0     |
| 07   | Dominic Schmuck           | 109    | 0     |
| 08   | Vítězslav Hornig          | 108    | 0     |
| 09   | Erlend Bjøntegaard        | 107    | 0     |
| 10   | Oscar Lombardot           | 102    | 0     |

| Rang | Name                      | Punkte | Siege |
| ---- | ------------------------- | ------ | ----- |
| 01   | Endre Strømsheim          | 225    | 2     |
| 02   | Mats Øverby               | 143    | 0     |
| 03   | Sindre Fjellheim Jorde    | 126    | 1     |
| 04   | Aleksander Fjeld Andersen | 106    | 0     |
| 05   | Dominic Schmuck           | 102    | 0     |
| 06   | Vebjørn Sørum             | 100    | 0     |
| 07   | Philipp Horn              | 93     | 0     |
| 08   | Lucas Fratzscher          | 92     | 0     |
| 09   | Anton Dudtschenko         | 75     | 0     |
| 10   | Ambroise Meunier          | 72     | 0     |

| Rang | Name                      | Punkte | Siege |
| ---- | ------------------------- | ------ | ----- |
| 01   | Lucas Fratzscher          | 106    | 0     |
| 01   | Mats Øverby               | 106    | 0     |
| 03   | Martin Uldal              | 105    | 0     |
| 04   | Aleksander Fjeld Andersen | 95     | 0     |
| 05   | Émilien Claude            | 90     | 1     |
| 05   | Éric Perrot               | 90     | 1     |
| 07   | Daniele Cappellari        | 70     | 0     |
| 08   | Dominic Schmuck           | 61     | 0     |
| 09   | Vebjørn Sørum             | 60     | 0     |
| 10   | Oskar Brandt              | 51     | 0     |

| Rang | Name                      | Punkte | Siege |
| ---- | ------------------------- | ------ | ----- |
| 01   | Martin Uldal              | 165    | 1     |
| 02   | Aleksander Fjeld Andersen | 135    | 1     |
| 03   | Lucas Fratzscher          | 110    | 0     |
| 04   | Daniele Cappellari        | 76     | 0     |
| 05   | Erlend Bjøntegaard        | 75     | 0     |
| 06   | Simon Kaiser              | 70     | 0     |
| 07   | Dominic Schmuck           | 51     | 0     |
| 08   | Martin Nevland            | 50     | 0     |
| 09   | Ruslan Tkalenko           | 49     | 0     |
| 10   | Sandro Bovisi             | 48     | 0     |

| Rang | Name               | Punkte | Siege |
| ---- | ------------------ | ------ | ----- |
| 01   | Norwegen           | 8392   | 19    |
| 02   | Deutschland        | 7324   | 1     |
| 03   | Frankreich         | 6937   | 1     |
| 04   | Italien            | 6409   | 1     |
| 05   | Ukraine            | 6390   | 0     |
| 06   | Österreich         | 6368   | 0     |
| 07   | Schweden           | 6356   | 0     |
| 08   | Schweiz            | 5937   | 0     |
| 09   | Tschechien         | 5202   | 0     |
| 10   | Vereinigte Staaten | 4934   | 0     |

## Mixed

### Resultate
| 1. IBU-Cup in Sjusjøen, 21.–27. November 2022 | 1. IBU-Cup in Sjusjøen, 21.–27. November 2022 | 1. IBU-Cup in Sjusjøen, 21.–27. November 2022  | 1. IBU-Cup in Sjusjøen, 21.–27. November 2022  | 1. IBU-Cup in Sjusjøen, 21.–27. November 2022  |
| --------------------------------------------- | --------------------------------------------- | ---------------------------------------------- | ---------------------------------------------- | ---------------------------------------------- |
| Datum                                         | Disziplin                                     | Erster Platz                                   | Zweiter Platz                                  | Dritter Platz                                  |
| 27. November 2022 (So.)                       | Mixed-Staffel (W-M) (4 × 6 km)                | Wettkämpfe aufgrund von Schneemangel abgesagt. | Wettkämpfe aufgrund von Schneemangel abgesagt. | Wettkämpfe aufgrund von Schneemangel abgesagt. |
| 27. November 2022 (So.)                       | Single-Mixed-Staffel (W-M) (6 km + 7,5 km)    | Wettkämpfe aufgrund von Schneemangel abgesagt. | Wettkämpfe aufgrund von Schneemangel abgesagt. | Wettkämpfe aufgrund von Schneemangel abgesagt. |

| 4. IBU-Cup in Brezno-Osrblie, 2.–8. Januar 2023 | 4. IBU-Cup in Brezno-Osrblie, 2.–8. Januar 2023 | 4. IBU-Cup in Brezno-Osrblie, 2.–8. Januar 2023                   | 4. IBU-Cup in Brezno-Osrblie, 2.–8. Januar 2023                                  | 4. IBU-Cup in Brezno-Osrblie, 2.–8. Januar 2023                      |
| ----------------------------------------------- | ----------------------------------------------- | ----------------------------------------------------------------- | -------------------------------------------------------------------------------- | -------------------------------------------------------------------- |
| Datum                                           | Disziplin                                       | Erster Platz                                                      | Zweiter Platz                                                                    | Dritter Platz                                                        |
| 8. Januar 2023 (So.)                            | Mixed-Staffel (M-W) (4 × 7,5 km)                | NorwegenIsak Frey Endre Strømsheim Juni Arnekleiv Maren Kirkeeide | DeutschlandLucas Fratzscher Philipp Nawrath Marion Wiesensarter Juliane Frühwirt | SchwedenAnton Ivarsson Oskar Brandt Sara Andersson Felicia Lindqvist |
| 8. Januar 2023 (So.)                            | Single-Mixed-Staffel (M-W) (6 km + 7,5 km)      | NorwegenMats Øverby Frida Dokken                                  | FrankreichPaul Fontaine Paula Botet                                              | SchweizGion Stalder Flurina Volken                                   |

| Europameisterschaften in der Lenzerheide, 23.–29. Januar 2023 | Europameisterschaften in der Lenzerheide, 23.–29. Januar 2023 | Europameisterschaften in der Lenzerheide, 23.–29. Januar 2023           | Europameisterschaften in der Lenzerheide, 23.–29. Januar 2023         | Europameisterschaften in der Lenzerheide, 23.–29. Januar 2023         |
| ------------------------------------------------------------- | ------------------------------------------------------------- | ----------------------------------------------------------------------- | --------------------------------------------------------------------- | --------------------------------------------------------------------- |
| Datum                                                         | Disziplin                                                     | Erster Platz                                                            | Zweiter Platz                                                         | Dritter Platz                                                         |
| 29. Januar 2023 (So.)                                         | Mixed-Staffel (W-M) (4 × 6 km)                                | NorwegenKaroline Erdal Maren Kirkeeide Erlend Bjøntegaard Vebjørn Sørum | DeutschlandLisa Spark Selina Grotian Dominic Schmuck Lucas Fratzscher | SchwedenTilda Johansson Stina Nilsson Malte Stefansson Anton Ivarsson |
| 29. Januar 2023 (So.)                                         | Single-Mixed-Staffel (W-M) (6 km + 7,5 km)                    | NorwegenJuni Arnekleiv Endre Strømsheim                                 | SchweizAmy Baserga Niklas Hartweg                                     | FrankreichPaula Botet Émilien Claude                                  |

| 8. IBU-Cup in Canmore, 1.–4. März 2023 | 8. IBU-Cup in Canmore, 1.–4. März 2023  | 8. IBU-Cup in Canmore, 1.–4. März 2023                                                   | 8. IBU-Cup in Canmore, 1.–4. März 2023                                  | 8. IBU-Cup in Canmore, 1.–4. März 2023                                   |
| -------------------------------------- | --------------------------------------- | ---------------------------------------------------------------------------------------- | ----------------------------------------------------------------------- | ------------------------------------------------------------------------ |
| Datum                                  | Disziplin                               | Erster Platz                                                                             | Zweiter Platz                                                           | Dritter Platz                                                            |
| 4. März 2023 (Sa.)                     | Mixed-Staffel (M-W) (4 × 6 km)          | NorwegenAleksander Fjeld Andersen Vebjørn Sørum Emilie Ågheim Kalkenberg Maren Kirkeeide | DeutschlandLucas Fratzscher Philipp Horn Mareike Braun Juliane Frühwirt | FrankreichRémi Broutier Ambroise Meunier Camille Bened Gilonne Guigonnat |
| 4. März 2023 (Sa.)                     | Single-Mixed-Staffel (M-W) (2 × 7,5 km) | NorwegenMartin Uldal Marthe Kråkstad Johansen                                            | ÖsterreichPatrick Jakob Kristina Oberthaler                             | FrankreichÉmilien Claude Paula Botet                                     |

### Pokalwertung Mixed
| Endstand nach 6 Rennen (Top 10) |                    |        |       |
| \| Rang \| Name \| Punkte \| Siege \| \| ---- \| ------------------ \| ------ \| ----- \| \| 01 \| Norwegen \| 540 \| 6 \| \| 02 \| Frankreich \| 341 \| 0 \| \| 03 \| Deutschland \| 305 \| 0 \| \| 04 \| Österreich \| 295 \| 0 \| \| 05 \| Schweiz \| 293 \| 0 \| \| 06 \| Schweden \| 271 \| 0 \| \| 07 \| Ukraine \| 226 \| 0 \| \| 08 \| Italien \| 211 \| 0 \| \| 09 \| Tschechien \| 167 \| 0 \| \| 10 \| Vereinigte Staaten \| 155 \| 0 \| |                    |        |       |
| Rang | Name               | Punkte | Siege |
| 01 | Norwegen           | 540    | 6     |
| 02 | Frankreich         | 341    | 0     |
| 03 | Deutschland        | 305    | 0     |
| 04 | Österreich         | 295    | 0     |
| 05 | Schweiz            | 293    | 0     |
| 06 | Schweden           | 271    | 0     |
| 07 | Ukraine            | 226    | 0     |
| 08 | Italien            | 211    | 0     |
| 09 | Tschechien         | 167    | 0     |
| 10 | Vereinigte Staaten | 155    | 0     |